# ديوغو غوفيا
ديوغو غوفيا هو لاعب كرة قدم برتغالي في مركز الوسط، ولد في 25 يناير 1995 في سانتا ماريا دا فييرا في البرتغال. لعب مع نادي بوافيشتا.

## وصلات خارجية
- ديوغو غوفيا على موقع قاعدة بيانات كرة القدم.إي يو (الإنجليزية)
- ديوغو غوفيا على موقع Soccerway.com (الإنجليزية)
- ديوغو غوفيا على موقع AS.com (الإسبانية)